# Karl von Hofacker

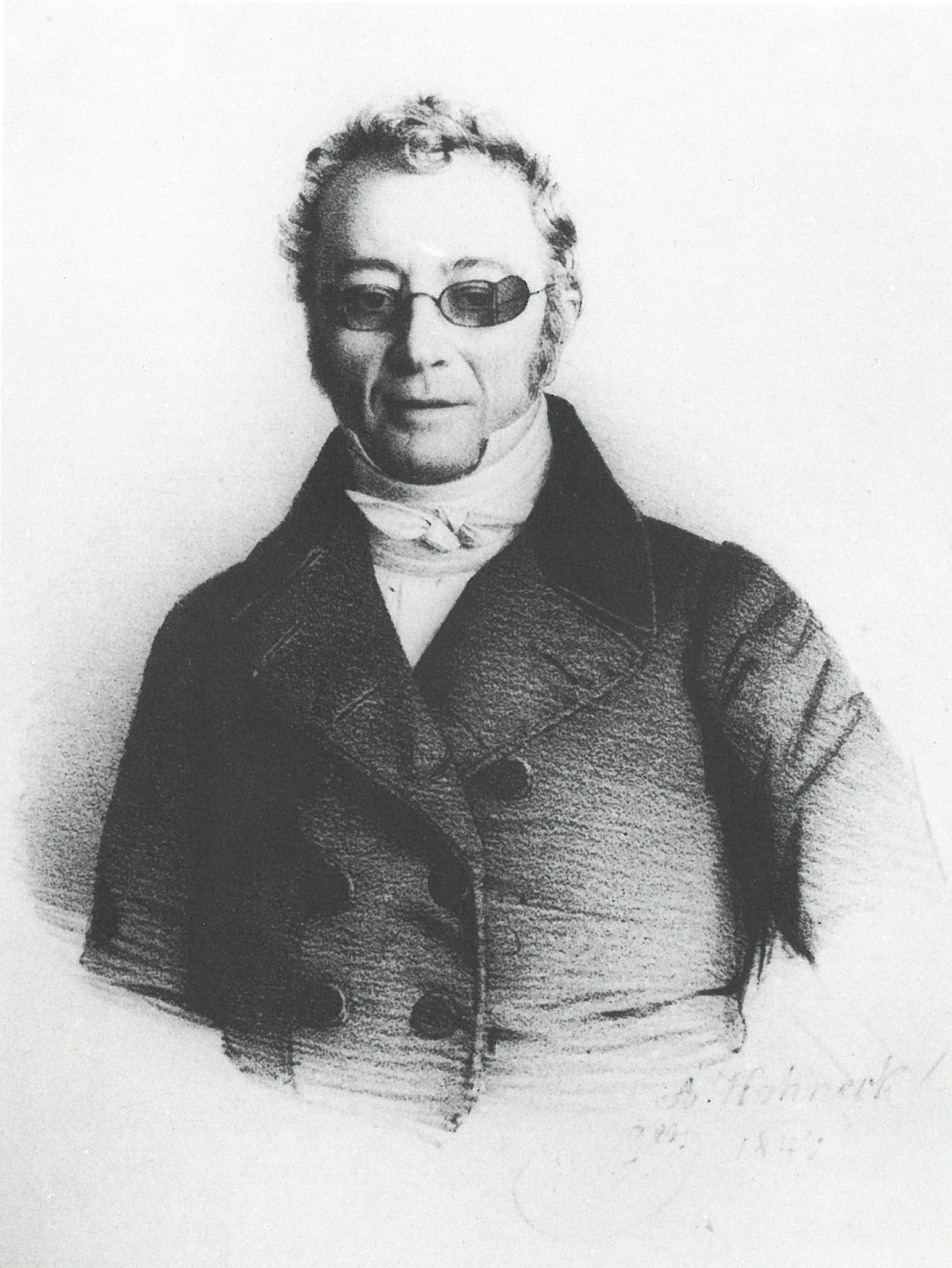
Karl von Hofacker, gezeichnet 1847 von Adolf Hohneck

Karl Ludwig Wilhelm von Hofacker (* 26. Juni 1794 in Wildbad; † 14. Oktober 1866 in Stuttgart) war ein württembergischer Jurist, Richter und Landtagsabgeordneter.

## Herkunft und Ausbildung
Karl Ludwig Wilhelm Hofacker war der Sohn von Carl Friedrich Hofacker (1758–1824), Diakon und Pfarrer in Bad Wildbad, seit 1812 Stadtpfarrer und Amtsdekan an der Leonhardskirche in Stuttgart. Seine Mutter war Friederike Klemm (1770–1827).
Hofacker hatte drei Geschwister, darunter:
Ludwig Hofacker (1798–1828) (= Wilhelm Gustav Ludwig Hofacker), württembergischer lutherischer Geistlicher; und Wilhelm Friedrich Immanuel Hofacker (* 16. Februar 1805 in Gärtringen, † in Stuttgart am 10. August 1848), ein bedeutender und beliebter pietistischer Prediger.

## Bildung
Hofacker studierte vom Sommersemester 1812 an in Tübingen und seit dem Wintersemester 1815 in Heidelberg Rechtswissenschaften.

## Beruf
1817 war er als „Criminal-Amtsactuar“ am Esslinger Gerichtshof für den Neckarkreis angestellt. Im August 1817 wurde er als Privatdozent an die juristische Fakultät der Universität Tübingen berufen. Als Privatdozent erhielt er am 31. Oktober 1817 den Doktortitel (Dr. jur.) mit einer Arbeit über den württembergischen Strafprozess verliehen. 1822 verließ er die Universität wieder und wandte sich dem Richterberuf zu. Bereits seit 1821 war er außerordentliches Mitglied beim Tübinger Gerichtshof für den Schwarzwaldkreis. 1822 übernahm er die vorübergehende Richterstelle beim Oberamtsgericht Backnang. Im November 1825, vor seiner Ernennung zum Staatskommissar, war Hofacker Oberjustizrat am Gerichtshof in Esslingen am Neckar.
Von 1825 bis 1829 wurde Hofacker zum außerordentlicher Regierungskommissär und Staatsaufseher über das Studentenwesen an der Universität Tübingen bestellt. Seine Aufgabe bestand darin, die Unordnung unter den Studenten und deren Unbotmäßigkeit gegenüber den bestehenden Gesetzen und Verordnungen zu beseitigen. Die Burschenschaften wurden verboten und das Verhalten der Studenten wurde polizeilich überwacht. Insbesondere gegen Duelle wurde hart eingeschritten. „In seiner nüchternen Denkweise konnte Hofacker nicht verstehen, „daß einzelne ihre politische Existenz an dergleichen Spielereien“ wagen“. Während Hofackers Amtszeit wurden 976 Untersuchungen geführt, 2109 ½ Tage Karzer und 604 Taler Geldstrafe ausgesprochen. Nach dem Ende seiner Kommissarstätigkeit und seinem Weggang von Tübingen in den Tagen nach dem 22. Januar 1829 zeigte sich König Wilhelm sehr zufrieden, lud ihn zu einer Audienz und überreichte ihm eine goldene, mit Brillanten besetzte Tabakdose.
Im Oktober 1829 wurde Hofacker Vormund für seinen siebzehn Jahre jüngeren Schwager Christian August Blezinger, der seinen Vater Christian Friedrich (Philipp) Blezinger († 25. Oktober 1829 61-jährig) bereits im Alter von 18 Jahren verloren hatte.
Von 1826 bis 1831 war Hofacker württembergischer Landtagsabgeordneter für das Oberamt Welzheim.
Am 30. Januar 1852 war er Bevollmächtigter seiner Schwiegermutter, der Witwe Friederike Blezinger in Stuttgart, beim Konkurs der Baumwollweberei Urspring.
Bereits am 30. Januar 1852 wird er als Obertribunalrat am Obertribunal in Stuttgart bezeichnet. Spätestens jetzt ließ er sich in Stuttgart nieder.
1854 wurde Hofacker Direktor beim Königlichen Obertribunal in Stuttgart und Präsident des Kassationsgerichtshofs in Stuttgart.
Hofacker verstarb in Stuttgart am 14. Oktober 1866 im Alter von 72 Jahren.

## Familie
Hofacker heiratete am 2. März 1829 Christian August Blezingers ältere Schwester Jeanette Sofie Christiane Blezinger. Diese wurde in Öhringen am 2. Dezember 1808 geboren und verstarb am 20. September 1866 im Alter von 57 Jahren.
Die Anzahl der in der Ehe geborenen Kinder wird in der Literatur nicht genannt. Bekannt ist:
- Cäsar Paul von Hofacker, geb. 1831, † 1896, königlich württembergischer Landes-Oberstallmeister.

Dessen Sohn Eberhard Alfred Konrad Karl von Hofacker (1861–1928), Generalleutnant und 1918/19 kurzzeitig stellvertretender Leiter des Deutschen diplomatischen Korps (DdK), wurde 1909 in den erblichen württembergischen Adelsstand erhoben.
Dessen Sohn Cäsar Nikolaus Fritz Ludwig Max von Hofacker (1896–1944) wurde als Mitglied des Widerstandskreises des 20. Juli 1944 hingerichtet.

## Ehrungen
- 1835 wurde Hofacker mit dem  Ritterkreuz des Ordens der Württembergischen Krone ausgezeichnet, welches mit dem persönlichen Adelstitel (Nobilitierung) verbunden war.
- 1847 erhielt er das Kommenturkreuz des Ordens der Württembergischen Krone

## Werke (Auswahl)
- Systematische Uebersicht des Teutschen gemeinen und des Württembergischen Strafprocesses. Tübingen: Osiander, 1820. VI, 232 S. (Dissertation)
- Jahrbücher für Gesetzgebung und Rechtspflege im Königreich Württemberg, hrsg. vom Oberjustizrathe [Carl] Hofacker in Eßlingen. Erscheinen Bd. 1 bis 4, 1824/25 bis 1831/34.
- Über die Reduction des Zinsfußes der württembergischen Staatsschuld in rechtlicher Hinsicht. s. l. 1830. (Drucker: Stuttgart: Mäntler) 16 S.
- Entwurf eines Handelsgesetzbuchs für Württemberg. 2 Bde. 1839/1840. Nachdruck 1986.
- Über das Unternehmen der Forstverwaltung, den Kocherfluss für Langholz flossbar zu machen, über Holztheurung und Eisenbahnen. Stuttgart, 1843. 28 S.
- Das Floßregal besonders in Württemberg beleuchtet in rechtlicher Hinsicht aus Gelegenheit eines Rechtsstreits zwischen der württembergischen Finanzverwaltung und den Wasserwerksbesitzern am Kocherflusse. Stuttgart: Rieger, 1844. 120 S.